# Uranverein
Uranverein – stowarzyszenie niemieckich naukowców zajmujących się badaniem wojskowego wykorzystania energii jądrowej.

## Historia
Pierwsze stowarzyszenie uranowe zostało założone w dniu 24 kwietnia 1939 roku pod kierownictwem Abrahama Ezawa jako „Grupa Robocza ds. Fizyki Jądrowej” przy Ministerstwie Edukacji Rzeszy w Berlinie. Drugie „Stowarzyszenie Uranu” powstało po rozpoczęciu drugiej wojny światowej. We wrześniu 1939 roku Werner Heisenberg dołączył do niemieckiego zespołu badań jądrowych na mocy rozkazu wojskowego. Zespół ten został zebrany przez Kurta Diebnera z ramienia Heereswaffenamt, zgodnie z sugestiami chemika fizyczno-chemicznego i eksperta od materiałów wybuchowych Paula Hartecka i innych, że Niemcy powinny zbadać możliwe znaczenie energii jądrowej do wysiłku wojennego. Rezultatem projektu, który w późniejszych latach został przerwany przez ciężkie alianckie bombardowania i sabotaż dostaw ciężkiej wody z Norwegii do Niemiec, był fakt, że nie zbudowano żadnej bomby, jednak zbudowano reaktor jądrowy. Dziesięciu niemieckich fizyków jądrowych, w tym Heisenberg, zostało internowanych przez aliantów w okresie od maja do grudnia 1945 roku, ostatnie sześć miesięcy spędzili w wiejskiej posiadłości Farm Hall w pobliżu Cambridge w Anglii.